# NGC 4365
NGC 4365 é uma galáxia elíptica (E3) localizada na direcção da constelação de Virgo. Possui uma declinação de +07° 19' 03" e uma ascensão recta de 12 horas, 24 minutos e 28,2 segundos.
A galáxia NGC 4365 foi descoberta em 13 de Abril de 1784 por William Herschel.